# Kupferstreifen-Pinzettfisch
Der Kupferstreifen-Pinzettfisch (Chelmon rostratus) ist eine Art aus der Familie der Falterfische. 

## Merkmale
Der Fisch hat einen silbrig weißen, hochrückigen und seitlich abgeflachten Körper. Charakteristisch für ihn sind die vier senkrechten orangefarbenen Streifen. Der vorderste dieser Streifen verläuft dabei über die Augen. Wie für viele Falterfische typisch hat auch der Kupferstreifen-Pinzettfisch im hinteren Bereich der Rückenflosse einen auffälligen, weiß umsäumten, schwarzen Augenfleck. Dieser Augenfleck ist eine Anpassung an optisch orientierte Fressfeinde. Raubfische fokussieren sich bei der Verfolgung ihrer Beutefische häufig auf deren Augen und werden so in Hinblick auf deren Fluchtrichtung getäuscht. Ebenfalls weiß gesäumt ist der schwarze Längsstreifen an der Wurzel der Schwanzflosse. 
Der Kupferstreifen-Pinzettfisch erreicht eine Länge von bis zu 22 cm.

## Vorkommen
Er ist eine territoriale Fischart, der einzeln oder paarweise im tropischen Westpazifik von der Andamanensee bis zum Great Barrier Reef vor Australien lebt. Er besiedelt flache Innenriffe und Lagunen mit starkem Korallenwuchs und ist bis in eine Gewässertiefe von 25 Meter zu finden. Mit seinem stark verlängerten Maul pickt er dort an sandigen Stellen nach kleinen Krebsen.
Der attraktiv gefärbte Kupferstreifen-Pinzettfisch ist häufig in öffentlichen Meeresaquarien zu sehen.